# Liste der Stolpersteine in Nideggen
Die Liste der Stolpersteine in Nideggen enthält die Stolpersteine, die im Rahmen des gleichnamigen Kunst-Projekts von Gunter Demnig in Nideggen verlegt wurden. Mit ihnen soll an die Opfer des Nationalsozialismus erinnert werden, die in Nideggen lebten und wirkten.

## Liste der Stolpersteine

### Berg
| Name        | Adresse          | Bild | Inschrift                   | Verlegedatum  | Biografie und Anmerkungen |
| ----------- | ---------------- | --- | --------------------------- | ------------- | ------------------------- |
| Josef Kamp  | Gartenweg 2 ·    | Bild gesucht Der Benutzer GeorgDerReisende ( Diskussion ) wünscht sich an dieser Stelle ein Bild vom Ort mit diesen Koordinaten 50.68035 6.518291 . Motiv: Stolpersteine für die Familie Kamp, die Lage und das Haus Falls du dabei helfen möchtest, erklärt die Anleitung , wie das geht. BW  | Hier wohnte Josef Kamp ...  | 17. Juni 2016 |                           |
| Karl Kamp   | Gartenweg 2 ·    | Bild gesucht Die Wikipedia wünscht sich an dieser Stelle ein Bild vom hier behandelten Ort. Falls du dabei helfen möchtest, erklärt die Anleitung , wie das geht. BW | Hier wohnte Karl Kamp ...   | 17. Juni 2016 |                           |
| Olga Kamp   | Gartenweg 2 ·    | Bild gesucht Die Wikipedia wünscht sich an dieser Stelle ein Bild vom hier behandelten Ort. Falls du dabei helfen möchtest, erklärt die Anleitung , wie das geht. BW | Hier wohnte Olga Kamp ...   | 17. Juni 2016 |                           |
| Frieda Kamp | Kirchstraße 28 · | Bild gesucht Der Benutzer GeorgDerReisende ( Diskussion ) wünscht sich an dieser Stelle ein Bild vom Ort mit diesen Koordinaten 50.678087 6.518979 . Motiv: Stolpersteine für die Familie Kamp, die Lage und das Haus Falls du dabei helfen möchtest, erklärt die Anleitung , wie das geht. BW | Hier wohnte Frieda Kamp ... | 17. Juni 2016 |                           |
| Jakob Kamp  | Kirchstraße 28 · | Bild gesucht Die Wikipedia wünscht sich an dieser Stelle ein Bild vom hier behandelten Ort. Falls du dabei helfen möchtest, erklärt die Anleitung , wie das geht. BW | Hier wohnte Jakob Kamp ...  | 17. Juni 2016 |                           |
| Klara Kamp  | Kirchstraße 28 · | Bild gesucht Die Wikipedia wünscht sich an dieser Stelle ein Bild vom hier behandelten Ort. Falls du dabei helfen möchtest, erklärt die Anleitung , wie das geht. BW | Hier wohnte Klara Kamp ...  | 17. Juni 2016 |                           |

### Embken
| Name            | Adresse              | Bild | Inschrift                       | Verlegedatum  | Biografie und Anmerkungen |
| --------------- | -------------------- | --- | ------------------------------- | ------------- | ------------------------- |
| Herta Roer      | Liebergstraße 18 ·   | Bild gesucht Der Benutzer GeorgDerReisende ( Diskussion ) wünscht sich an dieser Stelle ein Bild vom Ort mit diesen Koordinaten 50.68342 6.571763 . Motiv: Stolpersteine für Herta Roer und die Familie Nathan, die Lage und das Haus Falls du dabei helfen möchtest, erklärt die Anleitung , wie das geht. BW | Hier wohnte Herta Roer ...      | 17. Juni 2016 |                           |
| Herta Nathan    | Liebergstraße 18 ·   | Bild gesucht Die Wikipedia wünscht sich an dieser Stelle ein Bild vom hier behandelten Ort. Falls du dabei helfen möchtest, erklärt die Anleitung , wie das geht. BW | Hier wohnte Herta Nathan ...    | 9. Dez. 2021  |                           |
| Josef Nathan    | Liebergstraße 18 ·   | Bild gesucht Die Wikipedia wünscht sich an dieser Stelle ein Bild vom hier behandelten Ort. Falls du dabei helfen möchtest, erklärt die Anleitung , wie das geht. BW | Hier wohnte Josef Nathan ...    | 9. Dez. 2021  |                           |
| Louis Nathan    | Liebergstraße 18 ·   | Bild gesucht Die Wikipedia wünscht sich an dieser Stelle ein Bild vom hier behandelten Ort. Falls du dabei helfen möchtest, erklärt die Anleitung , wie das geht. BW | Hier wohnte Louis Nathan ...    | 9. Dez. 2021  |                           |
| Julia Kahn      | Liebergstraße 67 ·   | Bild gesucht Der Benutzer GeorgDerReisende ( Diskussion ) wünscht sich an dieser Stelle ein Bild vom Ort mit diesen Koordinaten 50.68496 6.576235 . Motiv: Stolperstein für Julia Kahn, die Lage und das Haus Falls du dabei helfen möchtest, erklärt die Anleitung , wie das geht. BW                         | Hier wohnte Julia Kahn ...      | 9. Okt. 2015  |                           |
| Rosa Roer       | Liebergstraße 77 ·   | Bild gesucht Der Benutzer GeorgDerReisende ( Diskussion ) wünscht sich an dieser Stelle ein Bild vom Ort mit diesen Koordinaten 50.68514 6.577154 . Motiv: Stolperstein für Rosa Roer, die Lage und das Haus Falls du dabei helfen möchtest, erklärt die Anleitung , wie das geht. BW                          | Hier wohnte Rosa Roer ...       | 17. Juni 2016 |                           |
| Else Schwarz    | Liebergstraße 83a ·  | Bild gesucht Der Benutzer GeorgDerReisende ( Diskussion ) wünscht sich an dieser Stelle ein Bild vom Ort mit diesen Koordinaten 50.685591 6.57776 . Motiv: Stolpersteine für die Familie Schwarz, die Lage und das Haus Falls du dabei helfen möchtest, erklärt die Anleitung , wie das geht. BW               | Hier wohnte Else Schwarz ...    | 9. Okt. 2015  |                           |
| Kurt Schwarz    | Liebergstraße 83a ·  | Bild gesucht Die Wikipedia wünscht sich an dieser Stelle ein Bild vom hier behandelten Ort. Falls du dabei helfen möchtest, erklärt die Anleitung , wie das geht. BW | Hier wohnte Kurt Schwarz ...    | 9. Okt. 2015  |                           |
| Benno Schwarz   | Liebergstraße 83a ·  | Bild gesucht Die Wikipedia wünscht sich an dieser Stelle ein Bild vom hier behandelten Ort. Falls du dabei helfen möchtest, erklärt die Anleitung , wie das geht. BW | Hier wohnte Benno Schwarz ...   | 9. Okt. 2015  |                           |
| Wilhelm Schwarz | Liebergstraße 83a ·  | Bild gesucht Die Wikipedia wünscht sich an dieser Stelle ein Bild vom hier behandelten Ort. Falls du dabei helfen möchtest, erklärt die Anleitung , wie das geht. BW | Hier wohnte Wilhelm Schwarz ... | 9. Okt. 2015  |                           |
| Helmut Kahn     | Mühlenstraße 15 ·    | Bild gesucht Der Benutzer GeorgDerReisende ( Diskussion ) wünscht sich an dieser Stelle ein Bild vom Ort mit diesen Koordinaten 50.683994 6.57923 . Motiv: Stolpersteine für die Familie Kahn, die Lage und das Haus Falls du dabei helfen möchtest, erklärt die Anleitung , wie das geht. BW                  | Hier wohnte Helmut Kahn ...     | 9. Dez. 2021  |                           |
| Ruth Kahn       | Mühlenstraße 15 ·    | Bild gesucht Die Wikipedia wünscht sich an dieser Stelle ein Bild vom hier behandelten Ort. Falls du dabei helfen möchtest, erklärt die Anleitung , wie das geht. BW | Hier wohnte Ruth Kahn ...       | 9. Dez. 2021  |                           |
| Alfred Kahn     | Mühlenstraße 15 ·    | Bild gesucht Die Wikipedia wünscht sich an dieser Stelle ein Bild vom hier behandelten Ort. Falls du dabei helfen möchtest, erklärt die Anleitung , wie das geht. BW | Hier wohnte Alfred Kahn ...     | 9. Dez. 2021  |                           |
| Toni Kahn       | Mühlenstraße 15 ·    | Bild gesucht Die Wikipedia wünscht sich an dieser Stelle ein Bild vom hier behandelten Ort. Falls du dabei helfen möchtest, erklärt die Anleitung , wie das geht. BW | Hier wohnte Toni Kahn ...       | 9. Dez. 2021  |                           |
| Philipp Voss    | Neffeltalstraße 14 · | Bild gesucht Der Benutzer GeorgDerReisende ( Diskussion ) wünscht sich an dieser Stelle ein Bild vom Ort mit diesen Koordinaten 50.682449 6.573549 . Motiv: Stolperstein für Philipp Voss, die Lage und das Haus Falls du dabei helfen möchtest, erklärt die Anleitung , wie das geht. BW                      | Hier wohnte Philipp Voss ...    | 17. Juni 2016 |                           |
| Albert Katz     | Neffeltalstraße 31 · | Bild gesucht Der Benutzer GeorgDerReisende ( Diskussion ) wünscht sich an dieser Stelle ein Bild vom Ort mit diesen Koordinaten 50.68282 6.575124 . Motiv: Stolpersteine für die Familie Katz, die Lage und das Haus Falls du dabei helfen möchtest, erklärt die Anleitung , wie das geht. BW                  | Hier wohnte Albert Katz ...     | 9. Dez. 2021  |                           |
| Rosa Katz       | Neffeltalstraße 31 · | Bild gesucht Die Wikipedia wünscht sich an dieser Stelle ein Bild vom hier behandelten Ort. Falls du dabei helfen möchtest, erklärt die Anleitung , wie das geht. BW | Hier wohnte Rosa Katz ...       | 9. Dez. 2021  |                           |
| Adolf Weil      | Neffeltalstraße 53 · | Bild gesucht Der Benutzer GeorgDerReisende ( Diskussion ) wünscht sich an dieser Stelle ein Bild vom Ort mit diesen Koordinaten 50.683542 6.579522 . Motiv: Stolpersteine für die Familie Weil, die Lage und das Haus Falls du dabei helfen möchtest, erklärt die Anleitung , wie das geht. BW                 | Hier wohnte Adolf Weil ...      | 9. Dez. 2021  |                           |
| Lina Weil       | Neffeltalstraße 53 · | Bild gesucht Die Wikipedia wünscht sich an dieser Stelle ein Bild vom hier behandelten Ort. Falls du dabei helfen möchtest, erklärt die Anleitung , wie das geht. BW | Hier wohnte Lina Weil ...       | 9. Dez. 2021  |                           |
| Alice Weil      | Neffeltalstraße 53 · | Bild gesucht Die Wikipedia wünscht sich an dieser Stelle ein Bild vom hier behandelten Ort. Falls du dabei helfen möchtest, erklärt die Anleitung , wie das geht. BW | Hier wohnte Alice Weil ...      | 9. Dez. 2021  |                           |
| Hilde Weil      | Neffeltalstraße 53 · | Bild gesucht Die Wikipedia wünscht sich an dieser Stelle ein Bild vom hier behandelten Ort. Falls du dabei helfen möchtest, erklärt die Anleitung , wie das geht. BW | Hier wohnte Hilde Weil ...      | 9. Dez. 2021  |                           |
| Arthur Weil     | Neffeltalstraße 69 · | Bild gesucht Der Benutzer GeorgDerReisende ( Diskussion ) wünscht sich an dieser Stelle ein Bild vom Ort mit diesen Koordinaten 50.68241 6.580753 . Motiv: Stolperstein für Arthur Weil, die Lage und das Haus Falls du dabei helfen möchtest, erklärt die Anleitung , wie das geht. BW                        | Hier wohnte Arthur Weil ...     | 17. Juni 2016 |                           |

### Nideggen
| Name                  | Adresse              | Bild | Inschrift                             | Verlegedatum  | Biografie und Anmerkungen  |
| --------------------- | -------------------- | --- | ------------------------------------- | ------------- | -------------------------- |
| Cunnigunde Schlächter | Bahnhofstraße 47 ·   | Bild gesucht Der Benutzer GeorgDerReisende ( Diskussion ) wünscht sich an dieser Stelle ein Bild vom Ort mit diesen Koordinaten 50.692803 6.480527 . Motiv: Stolpersteine für die Familie Schlächter, die Lage und das Haus Falls du dabei helfen möchtest, erklärt die Anleitung , wie das geht. BW | Hier wohnte Cunnigunde Schlächter ... | 9. Okt. 2015  | möglicherweise auch Nr. 37 |
| Ernst Schlächter      | Bahnhofstraße 47 ·   | Bild gesucht Die Wikipedia wünscht sich an dieser Stelle ein Bild vom hier behandelten Ort. Falls du dabei helfen möchtest, erklärt die Anleitung , wie das geht. BW | Hier wohnte Ernst Schlächter ...      | 9. Okt. 2015  |                            |
| Emil Schlächter       | Bahnhofstraße 47 ·   | Bild gesucht Die Wikipedia wünscht sich an dieser Stelle ein Bild vom hier behandelten Ort. Falls du dabei helfen möchtest, erklärt die Anleitung , wie das geht. BW | Hier wohnte Emil Schlächter ...       | 9. Okt. 2015  |                            |
| Veronika Schlächter   | Bahnhofstraße 47 ·   | Bild gesucht Die Wikipedia wünscht sich an dieser Stelle ein Bild vom hier behandelten Ort. Falls du dabei helfen möchtest, erklärt die Anleitung , wie das geht. BW | Hier wohnte Veronika Schlächter ...   | 9. Okt. 2015  |                            |
| Samuel Kratz          | Im Altwerk 12 ·      | Bild gesucht Der Benutzer GeorgDerReisende ( Diskussion ) wünscht sich an dieser Stelle ein Bild vom Ort mit diesen Koordinaten 50.690915 6.483213 . Motiv: Stolpersteine für die Familie Kratz, die Lage und das Haus Falls du dabei helfen möchtest, erklärt die Anleitung , wie das geht. BW      | Hier wohnte Samuel Kratz ...          | 17. Juni 2016 |                            |
| Therese Kratz         | Im Altwerk 12 ·      | Bild gesucht Die Wikipedia wünscht sich an dieser Stelle ein Bild vom hier behandelten Ort. Falls du dabei helfen möchtest, erklärt die Anleitung , wie das geht. BW | Hier wohnte Therese Kratz ...         | 17. Juni 2016 |                            |
| Emma Kratz            | Zülpicher Straße 9 · | Bild gesucht Der Benutzer GeorgDerReisende ( Diskussion ) wünscht sich an dieser Stelle ein Bild vom Ort mit diesen Koordinaten 50.688447 6.48419 . Motiv: Stolpersteine für die die Familie Kratz, die Lage und das Haus Falls du dabei helfen möchtest, erklärt die Anleitung , wie das geht. BW   | Hier wohnte Emma Kratz ...            | 17. Juni 2016 |                            |
| Fanny Kratz           | Zülpicher Straße 9 · | Bild gesucht Die Wikipedia wünscht sich an dieser Stelle ein Bild vom hier behandelten Ort. Falls du dabei helfen möchtest, erklärt die Anleitung , wie das geht. BW | Hier wohnte Fanny Kratz ...           | 17. Juni 2016 |                            |
| Friedrich Kratz       | Zülpicher Straße 9 · | Bild gesucht Die Wikipedia wünscht sich an dieser Stelle ein Bild vom hier behandelten Ort. Falls du dabei helfen möchtest, erklärt die Anleitung , wie das geht. BW | Hier wohnte Friedrich Kratz ...       | 17. Juni 2016 |                            |
| Käthe Kratz           | Zülpicher Straße 9 · | Bild gesucht Die Wikipedia wünscht sich an dieser Stelle ein Bild vom hier behandelten Ort. Falls du dabei helfen möchtest, erklärt die Anleitung , wie das geht. BW | Hier wohnte Käthe Kratz ...           | 17. Juni 2016 |                            |

### Schmidt
| Name            | Adresse              | Bild | Inschrift                       | Verlegedatum | Biografie und Anmerkungen |
| --------------- | -------------------- | --- | ------------------------------- | ------------ | ------------------------- |
| Karolina Kremer | Nidegger Straße 91 · | Bild gesucht Der Benutzer GeorgDerReisende ( Diskussion ) wünscht sich an dieser Stelle ein Bild vom Ort mit diesen Koordinaten 50.666465 6.421483 . Motiv: Stolpersteine für die Familie Kremer, die Lage und das Haus Falls du dabei helfen möchtest, erklärt die Anleitung , wie das geht. BW | Hier wohnte Karolina Kremer ... | 9. Okt. 2015 |                           |
| Johannes Kremer | Nidegger Straße 91 · | Bild gesucht Die Wikipedia wünscht sich an dieser Stelle ein Bild vom hier behandelten Ort. Falls du dabei helfen möchtest, erklärt die Anleitung , wie das geht. BW | Hier wohnte Johannes Kremer ... | 9. Okt. 2015 |                           |
| Hans Kremer     | Nidegger Straße 91 · | Bild gesucht Die Wikipedia wünscht sich an dieser Stelle ein Bild vom hier behandelten Ort. Falls du dabei helfen möchtest, erklärt die Anleitung , wie das geht. BW | Hier wohnte Hans Kremer ...     | 9. Okt. 2015 |                           |
| Helmut Kremer   | Nidegger Straße 91 · | Bild gesucht Die Wikipedia wünscht sich an dieser Stelle ein Bild vom hier behandelten Ort. Falls du dabei helfen möchtest, erklärt die Anleitung , wie das geht. BW | Hier wohnte Helmut Kremer ...   | 9. Okt. 2015 |                           |
| Liesel Kremer   | Nidegger Straße 91 · | Bild gesucht Die Wikipedia wünscht sich an dieser Stelle ein Bild vom hier behandelten Ort. Falls du dabei helfen möchtest, erklärt die Anleitung , wie das geht. BW | Hier wohnte Liesel Kremer ...   | 9. Okt. 2015 |                           |
| Günther Kremer  | Nidegger Straße 91 · | Bild gesucht Die Wikipedia wünscht sich an dieser Stelle ein Bild vom hier behandelten Ort. Falls du dabei helfen möchtest, erklärt die Anleitung , wie das geht. BW | Hier wohnte Günther Kremer ...  | 9. Okt. 2015 |                           |

### Wollersheim
| Name           | Adresse             | Bild | Inschrift                      | Verlegedatum | Biografie und Anmerkungen |
| -------------- | ------------------- | --- | ------------------------------ | ------------ | ------------------------- |
| Alexander Kamp | Zehnthofstraße 37 · | Bild gesucht Der Benutzer GeorgDerReisende ( Diskussion ) wünscht sich an dieser Stelle ein Bild vom Ort mit diesen Koordinaten 50.67069 6.5637 . Motiv: Stolpersteine für die Familie Kamp, die Lage und das Haus Falls du dabei helfen möchtest, erklärt die Anleitung , wie das geht. BW | Hier wohnte Alexander Kamp ... | 9. Okt. 2015 |                           |
| Karoline Kamp  | Zehnthofstraße 37 · | Bild gesucht Die Wikipedia wünscht sich an dieser Stelle ein Bild vom hier behandelten Ort. Falls du dabei helfen möchtest, erklärt die Anleitung , wie das geht. BW | Hier wohnte Karoline Kamp ...  | 9. Okt. 2015 |                           |
| Julie Kamp     | Zehnthofstraße 37 · | Bild gesucht Die Wikipedia wünscht sich an dieser Stelle ein Bild vom hier behandelten Ort. Falls du dabei helfen möchtest, erklärt die Anleitung , wie das geht. BW | Hier wohnte Julie Kamp ...     | 9. Okt. 2015 |                           |